# 北九州市立門司中学校
北九州市立門司中学校（きたきゅうしゅうしりつもじちゅうがっこう）は、福岡県北九州市門司区丸山2丁目5番1号に所在する公立中学校。

## 沿革
- 1947年（昭和22年） - 門司市立第二中学校、門司市立第三中学校開校
- 1951年（昭和26年） - 門司市立第二中学校が門司市立港中学校に、門司市立第三中学校が門司市立吉野中学校に改称
- 1955年（昭和30年） - 門司市立吉野中学校から門司市立東郷中学校が分離
- 1963年（昭和38年） - 北九州市立港中学校、北九州市立吉野中学校に改称
- 1997年（平成9年） - 港中学校と吉野中学校が統合し北九州市立門司中学校が開校
- 2010年（平成22年） - 風師中学校と統合